# خط إم62 السريع

موقع الطريق السريع إم 62

خط إم62 السريع هو خط سريع في شمال إنكلترا يربط بين مدينتى ليفربول مع هل. هو جزء من الطريق الأوروبي إي20 غير المعلم. طوله سبعة أميال ومائة.